# Die Wicherts von nebenan
Die Wicherts von nebenan ist eine Fernsehserie, die zwischen 1986 und 1991 für das ZDF-Vorabendprogramm entstand. Im Mittelpunkt der Geschichten steht das Alltagsleben einer West-Berliner Familie mit all ihren Sorgen und Freuden. Die Serie überzeugte durch die realistische Darstellung kleinbürgerlicher Verhältnisse. Insgesamt wurden 49 Folgen sowie ein Pilotfilm gedreht, welcher später auch als zwei Folgen ausgestrahlt wurde. Regie bei den ersten drei Staffeln führte Rob Herzet, in der vierten und letzten Staffel Wolfgang Luderer. Die Idee und das Drehbuch stammen von Justus Pfaue.
Zahlreiche Rollen sind mit Darstellern aus Teufels Großmutter besetzt, so spielen z. B. Ekkehard Fritsch, Wilfried Herbst, Manfred Lehmann, Andreas Mannkopff, Horst Pinnow, Roswitha Schreiner und Gerhard Wollner in beiden Pfaue-Serien mit.

## Handlung
Eberhard und Hannelore Wichert leben mit ihren beiden Söhnen Andi und Rüdiger in einer großen Doppelhaushälfte (Keller, EG, 1. OG, DG) am Stadtrand von West-Berlin (Herzogstraße 36). Eberhard ist Tischlermeister in der fiktiven Möbel Union, einem großen Möbelhersteller mit Sitz in Gütersloh. Hannelore betreibt im eigenen Keller eine kleine Getränkehandlung und wird regelmäßig vom nörgelnden aber gutmütigen „Bierkutscher“ Kuttlick mit Nachschub beliefert. Sohn Andi steht vor dem Abitur und hat ein großes Faible für die Kochkunst, die er gern zu seinem Beruf machen möchte. Rüdiger studiert Maschinenbau und verliebt sich in Uschi (Ulrike) von Strelenau, ein Mädchen aus adeligem Hause, die ihn bald nach der Hochzeit zum zweifachen Vater macht.
Ins Obergeschoss zieht Oma Käthe, die etwas betuliche und marottenhafte Mutter Eberhards, ein. Sie hat einen Hang zu Antiquitäten und Biedermeier und legt großen Wert auf die Etikette. Hannelores Vater, der ehemalige Leiter der Polizei-Fahrschule Walter Pinnow, hat sich auch im Ruhestand sein diszipliniertes und forsches Auftreten bewahrt. Auch er will ins Wichertsche Eigenheim einziehen, was bei Oma Käthe zunächst keine große Freude aufkommen lässt; nach und nach kommen die beiden einander jedoch näher und verbringen viel gemeinsame Zeit. Nachbar Meisel, ein scheuer Frührentner, hat viel für Hannelore übrig und hilft bei den Wicherts, wo er kann und vor allem auch darf. Eberhard hat den Nachbarn unter Generalverdacht, obwohl Meisel nur platonische Absichten hat.
Eberhard ist im Berliner Möbelwerk als Betriebsleiter der erste Mann an der Front. Sein Mitarbeiter Heinz, ein treuer und zuverlässiger Familienvater (sein Sohn Oliver ist nie zu sehen, aber von Geburt an in Gesprächen zwischen Eberhard und Heinz immer dabei), genießt sein vollstes Vertrauen. Die Sekretärin des Geschäftsführers, Fräulein Glaubrecht, eine Dame im vorgerückten Alter, ist Eberhard sehr zugetan. Der Geschäftsführer der Berliner Niederlassung, Bernhard Tenstaag, ist ein charmanter Junggeselle, der große Stücke auf Eberhard hält. Er spielt gern Golf, um auch dort auf dem Platz das eine oder andere Geschäft mit dem Bankprokuristen Kneisel „einzufädeln“. Er vergisst mit schöner Regelmäßigkeit seine Brieftasche im offenen Cabriolet, nur um sie etwas später von Eberhard ausgehändigt zu bekommen. Der leichtlebige Tenstaag muss sich von Eberhard oft die Leviten lesen lassen, dennoch verbindet die beiden ein freundschaftliches Verhältnis.
In der ersten Schwangerschaft von Uschi lernen die Wicherts die Eltern Uschis, Graf und Gräfin von Strelenau, kennen, die in Schleswig-Holstein das Landgut Drei Eichen bewirtschaften. Die recht unkomplizierten Adeligen kommen gut bei den Wicherts an, indessen bemüht sich Oma Käthe ziemlich erfolglos um das „standesgemäße“ Verhalten ihrer Sippschaft.
Hannelore und Eberhard verbringen regelmäßige Übungsabende in der Harmonie. Die Chorgemeinschaft trifft sich immer mittwochs in Connys gleichnamiger Kneipe. Die anstehende Silberhochzeit von Eberhard und Hannelore endet als Überraschungsfeier mit den Freunden der „Harmonie“ auf dem Gut Drei Eichen. Von Wirtin Conny, schon hoch in den Siebzigern und ehemalige Schönheitstänzerin La Belle Gioconda in den 1920er Jahren, übernimmt Hannelore im Laufe der Serie die Kneipe Harmonie. Den ehemaligen „Bierfahrer“ Kuttlick stellt sie als Kellner ein. Alwin, ein Sangesbruder Eberhards, verliert infolge seiner Alkoholabhängigkeit den Job und erhält durch Eberhards Vermittlung bei der Möbel-Union eine Anstellung als Buchhalter.
Andi arbeitet in den Ferien im Spitzenrestaurant von Monsieur Pierre, der dessen Talent sehr zu schätzen weiß. Auf Betreiben von Monsieur Pierre besucht Andi die Hotelfachschule in Den Haag. Oma Käthes Wunsch, er möge Medizin studieren, rückt zunächst in weite Ferne. Zwischen Oma und Opa gibt es dicke Luft: Walter verliebt sich im Krankenhaus, in dem er sich wegen eines Herzinfarktes aufhält, in Gerda Kusnewski, einer Freundin Hannelores aus der Harmonie. Nach ihrer beider schweren Krankheit sind sie endlich wieder auf dem Damm und Walter zieht in Gerdas Wohnung. Schließlich lernt Oma Käthe Dr. Dr. Gürtler kennen, einen hochkultivierten alten Herrn, der in der Stadt eine Kunstgalerie besitzt und ihr Herz im Sturm erobert. Rüdiger findet nach Abschluss des Studiums und ersten Berufserfahrungen auf Gut Drei Eichen eine Anstellung als technischer Direktor in einer Berliner Brauerei. Eberhard bekommt nach dem großen Erfolg eines von ihm initiierten Küchenprogramms mit Namen Käthes Küche einen Posten als Geschäftsführer des Werkes für „Schulmöbel“ in der Zentrale in Gütersloh und ist somit nur noch an den Wochenenden in Berlin. Opa Walter gründet in Hannelores Keller zusammen mit Gerda den Wachdienst Augen auf, bei dem auch Alwin und Nachbar Meisel mit von der Partie sind.
Hannelore und Eberhard investieren, durch Eberhards Job in Gütersloh finanziell unabhängiger, in ein Ferienapartment auf Mallorca. Dort lernen sie die aufdringliche und ebenfalls aus Deutschland stammende Frau Lallinger kennen. Nach einer anfänglich „schlechten“ Erfahrung auf Mallorca lernen Eberhard und Hannelore schnell sehr nette Bewohner kennen. Allen voran Schreiner Pedro, mit dem Eberhard innerhalb kurzer Zeit in inniger Freundschaft verbunden ist.
Die Möbel Union geht schweren Zeiten entgegen. Tenstaag und der Vorstandsvorsitzende verlassen das Unternehmen. Das Berliner Werk steht vor dem Aus. Tenstaag stellt Eberhard überraschend seine geliebte Mutter Sophie vor und eröffnet ihm neue finanzielle Möglichkeiten. In einer von allen Mitarbeitern gestützten Aktion durch Teilhaberschaft kann das Werk gerettet werden. Eberhard ist nun Geschäftsführer mit allen Sorgen und Nöten in dieser Position. Er holt sich immer wieder gern Rat bei Tenstaag, bis dieser eines Tages wieder mit „an Bord ist“.
Als ganz besonderer Auftrag für die „neue“ Möbel-Union gilt der Ausbau des Gästehauses der Bundesregierung auf dem Petersberg bei Bonn. Bei ebendiesen Übergabearbeiten erreicht Eberhard die Nachricht von Rüdigers Tod, als dieser durch einen tragischen Arbeitsunfall in der Brauerei aus dem Leben scheidet. Seine Witwe Uschi, mit der er mittlerweile zwei Kinder hat (Katrinchen und Sebastian), wohnt vorübergehend bei den Wicherts im Haus.
Einige Zeit später feiert Hannelore ihren 50. Geburtstag und erleidet inmitten aller Feierlichkeiten einen Nervenzusammenbruch. Reibereien mit Bankchef Kneisel, Andis neuentflammte Liebe zur Medizin, Eberhards Sprung in die Selbständigkeit und Meisels Dauerpräsenz im Hause Wichert bestimmen den weiteren Verlauf der Serie.

## Drehorte (alphabetisch)
- Bad Pyrmont
- Berlin; das Haus der Wicherts befindet sich laut Buch in der – tatsächlich nicht existierenden – Herzogstraße, der Drehort war im Falterweg in Eichkamp in der Nähe der AVUS[1]; die Kneipe „Harmonie“ war das (inzwischen geschlossene) „Haus Mecklenburg“, Mecklenburgische Str. 57, in Berlin-Wilmersdorf.

- Bielefeld; das Telekom-Hochhaus stellte die Konzernzentrale der Möbelunion in Gütersloh dar
- Bonn
- Bremen
- Den Haag
- Gütersloh
- Mallorca
- München
- Scheveningen
- Schleswig-Holstein (Gut „Drei Eichen“)
- Schneverdingen
- Weißensee (Füssen)
- Werdenfelser Land

## Episodenliste

### Staffel 1
| Episode (Nummer) | Titel                                                        | Erstausstrahlung (ZDF) |
| ---------------- | ------------------------------------------------------------ | ---------------------- |
| 01               | Berlin, Herzogstraße 36/ Alles Verhandlungssache (Pilotfilm) | 21. Oktober 1986       |
| 02               | Hannelores Führerschein                                      | 22. Oktober 1986       |
| 03               | Eberhard's Gesundheit                                        | 29. Oktober 1986       |
| 04               | Hannelore's Mahagoni                                         | 5. November 1986       |
| 05               | Eine nette Überraschung                                      | 12. November 1986      |
| 06               | Uschis Baby                                                  | 26. November 1986      |
| 07               | Ein Auto für Sizilien                                        | 3. Dezember 1986       |
| 08               | Ratschläge einer Freundin                                    | 10. Dezember 1986      |
| 09               | Katzen lieben Baldrian                                       | 17. Dezember 1986      |
| 10               | Silberhochzeit                                               | 7. Januar 1987         |
| 11               | Heinz in der Klemme                                          | 14. Januar 1987        |
| 12               | Sport ist gesund                                             | 21. Januar 1987        |
| 13               | Käthes Küche                                                 | 28. Januar 1987        |
| 14               | Schöne Aussichten                                            | 4. Februar 1987        |

### Staffel 2
| Episode (Nummer) | Titel                     | Erstausstrahlung (ZDF) |
| ---------------- | ------------------------- | ---------------------- |
| 15               | Trennung schmerzt         | 1. Januar 1988         |
| 16               | Schicksalsschläge         | 6. Januar 1988         |
| 17               | Oma Käthe auf neuen Wegen | 13. Januar 1988        |
| 18               | Sonnige Aussichten        | 20. Januar 1988        |
| 19               | Zeit der Reife            | 27. Januar 1988        |
| 20               | Die Anhalterin            | 3. Februar 1988        |
| 21               | Spanische Zeiten          | 10. Februar 1988       |
| 22               | Ein Hund für Hannelore    | 17. Februar 1988       |
| 23               | Discotime                 | 2. März 1988           |
| 24               | Der Unfall                | 9. März 1988           |
| 25               | Ernste Lage               | 16. März 1988          |
| 26               | Der Wurm ist drin         | 23. März 1988          |
| 27               | Wie geht’s weiter?        | 30. März 1988          |

### Staffel 3
| Episode (Nummer) | Titel                           | Erstausstrahlung (ZDF) |
| ---------------- | ------------------------------- | ---------------------- |
| 28               | Herr Tenstaag und die Altlasten | 12. Januar 1989        |
| 29               | Ein tragischer Abschied         | 19. Januar 1989        |
| 30               | Kopf hoch, Schnuppe             | 26. Januar 1989        |
| 31               | Der Prinz von Arkadien          | 2. Februar 1989        |
| 32               | Einkochen und Einbrechen        | 9. Februar 1989        |
| 33               | Hannelore wird fünfzig          | 16. Februar 1989       |
| 34               | Auf Inspektion                  | 23. Februar 1989       |
| 35               | Die Heide, Hannelore und Hotels | 2. März 1989           |
| 36               | Mallorca, auf und davon         | 9. März 1989           |
| 37               | Das Krokodil                    | 16. März 1989          |
| 38               | Zocker in der Harmonie          | 23. März 1989          |
| 39               | Das Baby von Elke und Andy      | 30. März 1989          |
| 40               | Eberhard am Ende                | 6. April 1989          |

### Staffel 4
| Episode (Nummer) | Titel                      | Erstausstrahlung (ZDF) |
| ---------------- | -------------------------- | ---------------------- |
| 41               | Ein neuer Anfang           | 9. April 1991          |
| 42               | Ein Heim für Käthe         | 16. April 1991         |
| 43               | Die diebische Elster       | 23. April 1991         |
| 44               | Prüfungen                  | 30. April 1991         |
| 45               | Der neue Lehrling          | 7. Mai 1991            |
| 46               | Eifersucht und ihre Folgen | 14. Mai 1991           |
| 47               | Antiquitäten               | 21. Mai 1991           |
| 48               | Mast- und Schotbruch       | 28. Mai 1991           |
| 49               | Wahlkampf                  | 4. Juni 1991           |
| 50               | Unser Nachbar Meisel       | 11. Juni 1991          |